# Haemophilus
Haemophilus es un género de bacterias Gram negativas con forma de cocobacilos pero muy pleomórficas. Aunque la forma típica es la cocobacilar, se consideran pleomórficas porque realmente pueden variar drásticamente su morfología.
El género incluye organismos comensales con un cierto grado de patogenicidad:
- H. influenzae ocasiona septicemia y meningitis a niños pequeños; originariamente se le consideraba el agente causal de la gripe, lo que resultó erróneo, pues se trata de un ortomixovirus que, sin embargo, proporcionó el epíteto específico al taxón.
- H. ducreyi es un agente productor de chancro blando o chancroide.

Las especies de Haemophilus se clasifican según las características de la cápsula: se han descrito seis serogrupos de la a a la f, junto con un e´. La cápsula tipo b es la más correlacionada con la virulencia de la bacteria.

## Metabolismo
Estos organismos se cultivan  en placas de agar sangre, medio rico que les proporciona toda clase de factores de crecimiento requeridos para su desarrollo: hemina (factor X) y/o factor V o dinucleótido de nicotinamida y adenina. El agar chocolate, también con un fuerte componente de sangre en su composición pero, tras sufrir un proceso térmico, acelera mucho su crecimiento. La presencia de CO2, una temperatura de 37 °C y un pH alcalino favorecen el crecimiento de Haemophilus. Es sensible a efectos exteriores como el frío, la desecación y la luz solar. Fermentan glucosa pero nunca lactosa ni manitol.
También se ha cultivado con la técnica Staph streak, que permite cultivar Staphylococcus y Haemophilus en una misma placa. En este caso, Haemophilus presenta un patrón de crecimiento característico formando satélites en torno a las colonias de estafilococos; esta propiedad se denomina satelismo y muestra la necesidad de factores de crecimiento excretados por el estafilococo. Esta necesidad puede considerarse determinante en el desarrollo de patologías oportunistas producidas por Haemophilus.